# إي سي إم ايه سكريبت
إي سي إم ايه سكريبت (بالإنجليزية: ECMAScript)‏ مجموعة من المعايير المتعلقة بلغات برمجة نصية، وموحدة من قبل إي سي إم ايه سكريبت الدولية في إطار مواصفات ECMA-262. لذلك فهو معيار يتم تطبيق مواصفاته بلغات نصية مختلفة، مثل جافا سكريبت أو أكشن سكربت.